# Thỏ đuôi bông núi Manzano
Sylvilagus cognatus là một loài động vật có vú trong họ Leporidae, bộ Thỏ. Loài này được Nelson mô tả năm 1907.